# Petit-duc de Mindoro
Otus mindorensis
Espèce
Statut de conservation UICN

 NT B1b(iii)+2b(iii) : Quasi menacé
Statut CITES
Le Petit-duc de Mindoro (Otus mindorensis) est une espèce d'oiseaux de la famille des Strigidae.

## Répartition
Cette espèce est endémique des forêts pluviales de Mindoro, aux Philippines.